# WTA 1000 토너먼트
WTA 1000 토너먼트(WTA 1000 tournaments)는 여자 테니스 협회가 주관하는 WTA 투어의 테니스 토너먼트 카테고리이다. 2021년 일정 재편성 시 기존 WTA 프리미어 맨데터리 및 5개 토너먼트가 단일 최상위 등급으로 통합되었다. 2024년까지는 WTA 1000 토너먼트 9개 중 4개만 필수 토너먼트였으며, 이후 카테고리가 10개 필수 토너먼트로 확대되었다.
2021년부터 WTA 1000 토너먼트 우승 상금은 약 $1,000,000였다.
이 토너먼트의 우승자에게 수여되는 순위 포인트는 1,000이다. 이는 그랜드 슬램 토너먼트("메이저") 우승 시 2,000점, WTA 결승전 우승 시 최대 1,500점, WTA 500 토너먼트 우승 시 최대 500점, WTA 250 토너먼트 우승 시 250점과 비교된다.

## 같이 보기
- WTA 프리미어 토너먼트
- ATP 월드 투어 마스터스 1000